# Australische Cricket-Nationalmannschaft in Neuseeland in der Saison 2015/16
Die Tour der australischen Cricket-Nationalmannschaft nach Neuseeland in der Saison 2015/16 fand vom 3. bis zum 24. Februar 2016 statt. Die internationale Cricket-Tour war Bestandteil der Internationalen Cricket-Saison 2015/16 und umfasste zwei Tests und drei ODIs. Australien gewann die Test-Serie 2–0, während Neuseeland die ODI-Serie 2–1 für sich entscheiden konnte.

## Vorgeschichte
Australien bestritt zuvor eine Tour gegen Indien, während Neuseeland gegen Pakistan spielte. Das letzte Aufeinandertreffen der beiden Mannschaften gegeneinander fand im November der gleichen Saison statt.
Der neuseeländische Mannschaftskapitän Brendon McCullum verkündete im Voraus seine internationale Karriere mit dieser Tour beenden zu wollen.

## Stadien
Die folgenden Stadien wurden für die Tour als Austragungsort vorgesehen und am 27. August 2015 festgelegt.
| Stadion         | Stadt        | Kapazität | Spiele  |
| --------------- | ------------ | --------- | ------- |
| Eden Park       | Auckland     | 50.000    | 1. ODI  |
| Hagley Oval     | Christchurch | 20.000    | 2. Test |
| Seddon Park     | Hamilton     | 10.000    | 3. ODI  |
| Basin Reserve   | Wellington   | 13.000    | 1. Test |
| Westpac Stadium | Wellington   | 33.000    | 2. ODI  |

## Kaderlisten
Australien benannte seine Test-Kader am 19. Januar und seinen ODI-Kader am 24. Januar 2016.
Neuseeland benannte seinen ODI-Kader am 30. Januar, und seinen Test-Kader am 5. Februar 2016.
| Test | Test | ODI | ODI |
| Neuseeland | Australien | Neuseeland | Australien |
| --- | --- | --- | --- |
| - Brendon McCullum (K) - Corey Anderson - Doug Bracewell - Trent Boult - Mark Craig - Martin Guptill - Matt Henry - Tom Latham - Henry Nicholls - Mitchell Santner - Tim Southee - Neil Wagner - BJ Watling (wk) - Kane Williamson | - Steve Smith (K) - David Warner (VK) - Jackson Bird - Joe Burns - Josh Hazlewood - Usman Khawaja - Nathan Lyon - Mitchell Marsh - Shaun Marsh - Peter Nevill (wk) - James Pattinson - Chadd Sayers - Peter Siddle - Adam Voges | - Brendon McCullum (K) - Corey Anderson - Trent Boult - Doug Bracewell - Grant Elliott - Martin Guptill - Matt Henry - Adam Milne - Colin Munro - Henry Nicholls - Luke Ronchi (wk) - Mitchell Santner - Kane Williamson | - Steve Smith (K) - David Warner (VK) - George Bailey - Scott Boland - James Faulkner - John Hastings - Josh Hazlewood - Usman Khawaja - Mitchell Marsh - Shaun Marsh - Glenn Maxwell - Joel Paris - Kane Richardson - Marcus Stoinis - Matthew Wade (wk) - Adam Zampa |

## One-Day Internationals

### Erstes ODI in Auckland
| 3. Februar Scorecard | Auckland | Neuseeland 307-8 (50)           | – | Australien 148 (24.2) |
|                      |          | Neuseeland gewinnt mit 159 Runs |   |                       |

### Zweites ODI in Wellington
| 6. Februar Scorecard | Wellington (WS) | Neuseeland 281-9 (50)            | – | Australien 283-6 (46.3) |
|                      |                 | Australien gewinnt mit 4 Wickets |   |                         |

### Drittes ODI in Hamilton
| 8. Juni Scorecard | Hamilton | Neuseeland 246 (45.3)          | – | Australien 191 (43.4) |
|                   |          | Neuseeland gewinnt mit 55 Runs |   |                       |

## Tests

### Erster Test in Wellington
| 12. – 16. Februar Scorecard | Wellington (BR) | Neuseeland 183 (48) & 327 (104.3)                | – | Australien 562 (154.2) |
|                             |                 | Australien gewinnt mit einem Innings und 52 Runs |   |                        |

### Zweiter Test in Christchurch
| 20. – 24. Februar Scorecard | Christchurch | Neuseeland 370 (65.4) & 335 (111.1) | – | Australien 505 (153.1) & 201-3 (54) |
|                             |              | Australien gewinnt mit 7 Wickets    |   |                                     |

## Statistiken
Die folgenden Cricketstatistiken wurden bei dieser Tour erzielt.
| Tests            | Tests      | Tests   | Tests   | Tests   | Tests   | Tests   | Tests   | Tests   |
| Batting          | Batting    | Batting | Batting | Batting | Batting | Batting | Batting | Batting |
| Spieler          | Mannschaft | Spiele  | Innings | Runs    | Average | HS      | 100s    | 50s     |
| ---------------- | ---------- | ------- | ------- | ------- | ------- | ------- | ------- | ------- |
| Adam Voges       | Australien | 2       | 3       | 309     | 154,50  | 239     | 1       | 1       |
| Steven Smith     | Australien | 2       | 3       | 262     | 131,00  | 138     | 1       | 2       |
| Joe Burns        | Australien | 2       | 3       | 235     | 78,33   | 170     | 1       | 1       |
| Usman Khawaja    | Australien | 2       | 3       | 209     | 69,66   | 140     | 1       | 0       |
| Brendon McCullum | Neuseeland | 2       | 4       | 180     | 45,00   | 145     | 1       | 0       |
| Bowling          |            |         |         |         |         |         |         |         |
| Spieler          | Mannschaft | Spiele  | Overs   | Wickets | Average | BBI     | 5W      | 10W     |
| Nathan Lyon      | Australien | 2       | 64      | 10      | 22,60   | 4/91    | 0       | 0       |
| Josh Hazlewood   | Australien | 2       | 95      | 9       | 34,11   | 4/42    | 0       | 0       |
| Jackson Bird     | Australien | 2       | 60.5    | 8       | 28,50   | 5/59    | 1       | 0       |
| Neil Wagner      | Neuseeland | 1       | 50.1    | 7       | 23,71   | 6/106   | 1       | 0       |
| James Pattinson  | Australien | 1       | 41      | 6       | 26,33   | 4/77    | 0       | 0       |

| ODIs             | ODIs       | ODIs    | ODIs    | ODIs    | ODIs    | ODIs    | ODIs    | ODIs    |
| Batting          | Batting    | Batting | Batting | Batting | Batting | Batting | Batting | Batting |
| Spieler          | Mannschaft | Spiele  | Innings | Runs    | Average | HS      | 100s    | 50s     |
| ---------------- | ---------- | ------- | ------- | ------- | ------- | ------- | ------- | ------- |
| Martin Guptill   | Neuseeland | 3       | 3       | 180     | 60,00   | 90      | 0       | 2       |
| David Warner     | Australien | 3       | 3       | 126     | 42,00   | 98      | 0       | 1       |
| Brendon McCullum | Neuseeland | 3       | 3       | 119     | 39,66   | 47      | 0       | 0       |
| Mitchell Marsh   | Australien | 3       | 3       | 110     | 55,00   | 69*     | 0       | 1       |
| Grant Elliott    | Neuseeland | 3       | 3       | 103     | 34,33   | 50      | 0       | 1       |
| Bowling          |            |         |         |         |         |         |         |         |
| Spieler          | Mannschaft | Spiele  | Overs   | Wickets | Average | BBI     | 5W      | 10W     |
| Matt Henry       | Neuseeland | 3       | 26      | 8       | 19,75   | 3/41    | 0       | 0       |
| Mitchell Marsh   | Australien | 3       | 19      | 7       | 14,14   | 3/34    | 0       | 0       |
| Josh Hazlewood   | Australien | 3       | 30      | 7       | 24,85   | 3/61    | 0       | 0       |
| Mitchell Santner | Neuseeland | 2       | 10.2    | 5       | 9,40    | 3/47    | 0       | 0       |
| Trent Boult      | Neuseeland | 2       | 16.3    | 4       | 26,00   | 3/38    | 0       | 0       |
| Scott Boland     | Australien | 2       | 19      | 4       | 30,00   | 2/59    | 0       | 0       |

## Player of the Match
Als Player of the Match wurden die folgenden Spieler ausgezeichnet.
| Spiel   | Player of the Match |
| ------- | ------------------- |
| 1. ODI  | Martin Guptill      |
| 2. ODI  | Mitchell Marsh      |
| 3. ODI  | Ish Sodhi           |
| 1. Test | Adam Voges          |
| 2. Test | Joe Burns           |